# Zoomer
En zoomer är en interaktiv robotvalp med flera sensorer som gör att den kan bete sig som en riktig hund. Hunden är förprogramerad att känna igen vissa kommandon, så som exempelvis sitt, ligg, och rulla runt.

## Teknisk data
Hunden har fem motorer för att kunna röra sig, samt ljud- och IR-sensorer. Ögonen består av LED-lampor. Batterierna i den laddas via en USB-port på dess undersida.